# 中国科学院海洋研究所
中国科学院海洋研究所，简称中科院海洋所。是位于中华人民共和国山东省青岛市的一所科研机构，始建于1950年，主要从事海洋科学相关研究工作。与国内外多所科研院所保持合作关系，经常进行海洋考察作业，拥有众多科研项目和科研成就。在青岛、天津等地均建设有项目基地。总部位于青岛市市南区南海路7号。